# Callitula variventris
Callitula variventris är en stekelart som först beskrevs av Girault 1913.  Callitula variventris ingår i släktet Callitula och familjen puppglanssteklar. Inga underarter finns listade.